# On Top of the World (8Ball & MJG)
On Top of the World è il terzo album in studio del duo hip hop statunitense 8Ball & MJG, pubblicato nel 1995.

## Tracce
1. Intro – 1:45
2. Pimp in My Own Rhyme – 4:33
3. What Can I Do – 5:13
4. For Real – 5:30
5. Funk Mission – 5:11
6. Kick That Shit – 5:37
7. Friend or Foe (featuring E-40, Mac Mall, Big Mike & Rodney Ellis) – 6:23
8. Hand of the Devil – 4:58
9. On Top of the World – 4:25
10. What Do You See (featuring Nuckle Heads) – 4:58
11. In the Line of Duty – 5:50
12. All in My Mind (featuring South Circle) – 5:05
13. Comin' Up – 4:16
14. Space Age Pimpin' (featuring Nina Creque) – 5:10
15. Break'em Off – 4:37